# Plesiopelma semiaurantiacum
Plesiopelma semiaurantiacum är en spindelart som först beskrevs av Simon 1897.  Plesiopelma semiaurantiacum ingår i släktet Plesiopelma och familjen fågelspindlar. Inga underarter finns listade i Catalogue of Life.